# Квирин Сисачки
Квирин Сискијски ( -309.) је ранохришћански мученик и епископ Сискије (савремени Сисак).

## Биографија
Нема поузданих података о Квириновом животу. Помиње га Јевсевије Кесаријски у својој Хроници. По предању, био је епископ Сискије почетком 4. века. У време великог прогона хришћана цар Диоклецијана ухапшен је 309. године. Након саслушања, одбио је да се одрекне и принесе жртву боговима, након чега је послат легату Паноније у Саварију (савремени Сомбатељ), где је погубљен – бачен је у реку са каменом око врата. Локални хришћани су тајно дошли до тела и сахранили га.
После почетка варварских инвазија на Панонију крајем 4. – почетком 5. века, његове мошти су пренете у Рим и смештене у маузолејску просторију иза апсиде базилике Сан Себастиано Фуори ле Мура.